# Пушма
Пу́шма — река в Кировской области России, правый приток реки Юг (бассейн Северной Двины).
Длина реки — 171 км, площадь водосборного бассейна — 2520 км². Среднегодовой расход воды — 18,1 м³/с. Питание смешанное, с преобладанием снегового. Замерзает в конце октября — ноябре, вскрывается во 2-й половине апреля — начале мая.

## География
Исток реки находится среди холмов Северных Увалов в 5 км к северо-востоку от посёлка Латышский. Генеральное направление течения северо-запад, русло сильно извилистое. Верхнее течение проходит по ненаселённому лесу в черте Опаринского района, среднее и нижнее течение проходит по Подосиновскому району, где река протекает через посёлок Пушма, а также сёла и деревни Троица, Октябрь, Погорелово, Щёткино, Серкино, Борок. Впадает в Юг в посёлке Подосиновец. Ширина реки в нижнем течении — 30—40 метров, незадолго до устья расширяется более чем до 80 м. Скорость течения в низовьях — 0,4 м/с.

## История
В таможенных книгах Великого Устюга за 1634 год упоминается Серкинская пристань на реке Пушме в 22 верстах от погоста Подосиновец, позже перенесённая на реку Юг.
На рубеже XIX—XX веков в половодье была судоходна от села Михаило-Архангельского до устья, у которого расположена пристань Подосиновская.

## Гидрология
| Средний расход воды (м³/с) реки Пушмы по месяцам и за год с 1955 по 1988 гг. (замеры производились на гидрологическом посту в 30 км от устья) |

## Притоки
(расстояние от устья)
- 31 км: Верхняя Волосница (лв)
- 40 км: Торица (пр)
- 43 км: Тора (пр)
- 64 км: Кичуг (лв)
- 64 км: Мала (пр)
- 86 км: Большой Шелюг (лв)
- 90 км: Большая Пунья (лв)
- 108 км: Рудас (пр)
- 110 км: Альмеж (лв)

## Данные водного реестра
По данным государственного водного реестра России, река Пушма относится к Двинско-Печорскому бассейновому округу, речной бассейн — Северная Двина, речной подбассейн — Малая Северная Двина, водохозяйственный участок — Юг. Код водного объекта — 03020100212103000011313.